# Cụm sao Tổ Ong
Cụm sao Tổ ong (từ tiếng Anh: Beehive Open Cluster), cụm sao Quỷ (từ tiếng Trung: 鬼星團, Quỷ tinh đoàn), còn được gọi là Praesepe (tiếng Latin có nghĩa là "máng cỏ"), M44, NGC 2632, hoặc Cr 189, là một cụm sao mở trong chòm sao Cự Giải. Nó là một trong những cụm sao mở gần Hệ Mặt Trời nhất, và nó có chứa một số ngôi sao lớn hơn hầu hết các cụm lân cận khác. Dưới bầu trời tối các cụm Tổ ong trông giống như một vật thể mờ bằng mắt thường; do đó nó đã được biết đến từ thời cổ đại. Nhà thiên văn học cổ đại Ptolemy gọi nó là "khối mờ ảo trong ngực của Cự Giải", và nó là một trong những đối tượng đầu tiên mà Galileo quan sát với kính viễn vọng của ông.
Tuổi và chuyển động thực của cụm sao này giống với cụm sao mở Hyades, cho thấy rằng cả hai có nguồn gốc tương tự nhau. Cả hai cụm đều chứa các sao khổng lồ đỏ và sao lùn trắng, đại diện cho các giai đoạn sau của sự tiến hóa sao, cùng với các sao Dãy chính ở các lớp quang phổ A, F, G, K, và M.
Khoảng cách của cụm thường được nêu trong khoảng 160-187 parsec (520-610 năm ánh sáng). Độ tuổi của nó được ước tính chính xác hơn, vào khoảng 600 triệu năm, tương đương với độ tuổi của cụm Hyades (~ 625 triệu năm). Lõi trung tâm sáng của cụm sao này có đường kính khoảng 7 parsec (22,8 năm ánh sáng).
Cụm Tổ ong được quan sát dễ dàng nhất khi chòm Cự Giải ở cao trên bầu trời; ở các vị độ phương bắc quan sát nó tốt nhất trong buổi tối từ tháng Hai đến tháng Năm. Với kích thước biểu kiến 95 arcminutes, cụm cũng phù hợp khi quan sát bằng ống nhòm và các kính thiên văn năng lực thấp. Đây là một trong những cụm sao mở dễ quan sát nhất bầu trời, cùng với cụm Pleiades, Hyades, Coma...